# Stazione di Clichy-Levallois
La stazione di Clichy-Levallois (in francese Gare de Clichy - Levallois) è una stazione ferroviaria situata al confine tra i comuni di Clichy e Levallois-Perret, nel dipartimento delle Hauts-de-Seine.

## Storia
La stazione fu inaugurata il 5 luglio 1838, ma l'apertura ebbe vita breve: chiuse il 13 agosto per mancanza di passeggeri. Tra il 1842 e il 1844, anche un nuovo tentativo non ebbe successo. Il 4 ottobre 1869 fu finalmente inaugurata una stazione sulla linea per Versailles, al chilometro 3.500 (PK). Nel 1902, su richiesta dei comuni interessati, fu creata una nuova stazione al PK 3.203.
Il 3 febbraio 1880, due treni provenienti da Parigi Saint-Lazare si scontrarono poco prima della stazione. Nell'incidente morirono sedici persone e  più di ottanta rimasero ferite.

## Movimenti
La stazione è servita dai treni della linea L del Transilien.